# Julia Ann

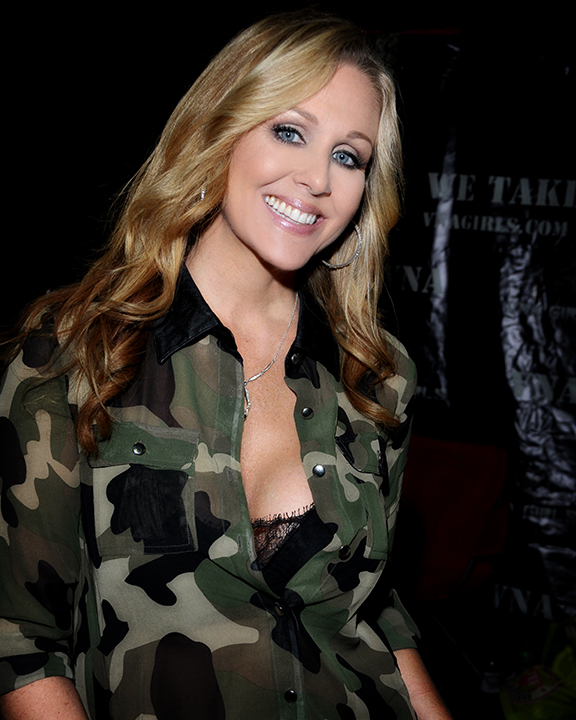
Julia Ann bei der Exxxotica Expo in Dallas (2015)

Julia Ann (* 8. Oktober 1969 als Julia Ann Tavella in Los Angeles, Kalifornien) ist eine US-amerikanische Pornodarstellerin und Tänzerin, die seit 1992 aktiv ist. Sie wurde bei den AVN, XRCO und XBIZ Awards seit 2008 insgesamt achtmal als MILF des Jahres ausgezeichnet, darunter allein viermal durch die Jury bzw. die Fans der AVN. 2004 wurde sie in die AVN Hall of Fame und 2012 in die XRCO Hall of Fame aufgenommen. 2017 wurde Ann mit dem AVN Award als Mainstream Star of the Year ausgezeichnet.

## Leben

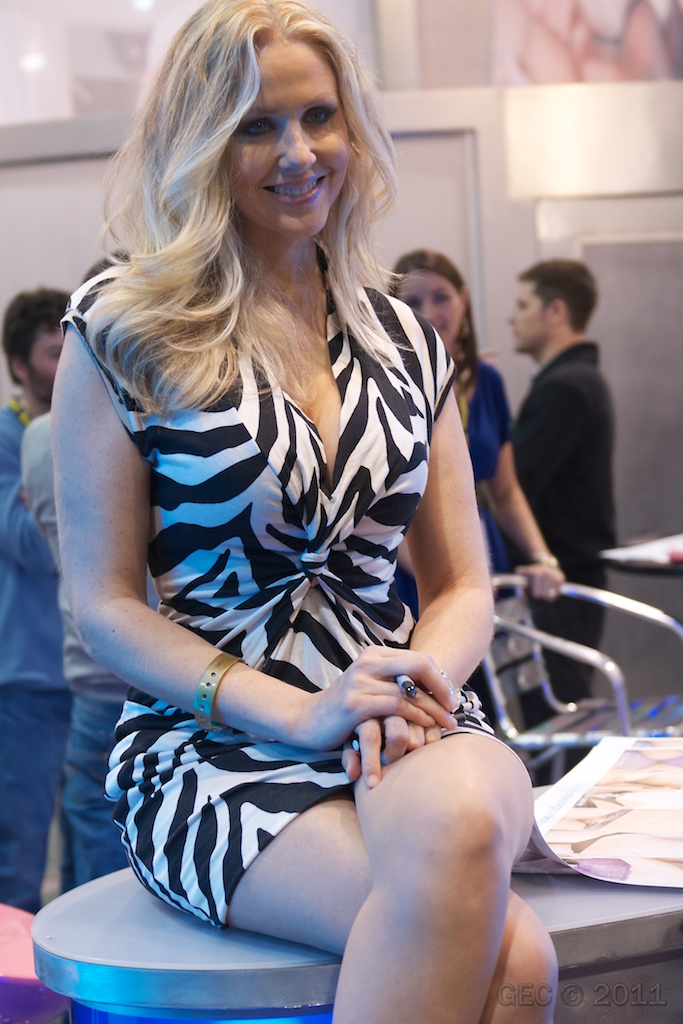
Julia Ann bei der AVN Adult Entertainment Expo (2011)

Als Julia Ann 12 Jahre alt war, zogen ihre Eltern nach Idyllwild in Kalifornien. Sie besuchte dort die High School. Mit 17 Jahren zog sie zurück in ihre Geburtsstadt Los Angeles. Ein Jahr später startete sie eine Karriere als Fotomodell.
In den 1990er Jahren bildete Julia Ann zusammen mit ihrer Kollegin Janine Lindemulder das Striptease-Duo Blondage. Unter diesem Titel erschien 1994 auch ein Video mit den beiden, dem später mit Blondage 2 und Blondage 3 zwei Fortsetzungen folgten.
Julia Ann gab ihr Hardcore-Debüt 1993 an der Seite von Janine Lindemulder in dem Film Hidden Obsessions von Andrew Blake. Der Film enthält eine Lesben-Szene, in der die Darstellerinnen Dildos aus Eis benutzen und die 1993 mit einem AVN Award für die beste „All Girl Sex Scene“ des Jahres ausgezeichnet wurde. 1995 unterschrieb sie einen Vertrag bei Vivid. Ab 2001 arbeitete sie u. a. für Digital Playground und Wicked Pictures.
Julia Ann spielte unter anderem in den Filmen The Assignment, Hercules, Valley 911 und Housewives. Im Jahr 2004 wurde sie mit einem AVN Award als „Best Actress“ für ihre Rolle der bösen Chefin ‚Ellen Queen‘ in dem Spielfilmporno Beautiful ausgezeichnet, einem Film mit Stormy, der die Geschichte des Schneewittchens in einer modernen Variante erzählt. Der Film von Wicked Pictures gewann gleichzeitig den AVN Award als Video des Jahres. Durch Szenen mit deutlich jüngeren Partnern wie Bruce Venture erwarb sie sich ihren Status als MILF (Mom I’d Like to Fuck) bzw. Cougar.
Zuletzt drehte sie den Spielfilmporno Killer Sex & Suicide Blondes, der Anleihen bei Kill Bill und Tödliche Weihnachten nimmt.
Neben ihren Engagements im Pornogeschäft spielte Julia Ann auch in Hollywoodstreifen wie Veronica 2030 und der Teenager-Komödie The Girl Next Door. Sie war Fotomodell für das Mercedes-Benz-Lifestyle-Magazin „Benzo“ und Werbegesicht für „Third Rail Clothing“.
Am 21. Juni 2003 heiratete Julia Ann den Regisseur Michael Raven, von dem sie sich 2007 jedoch wieder scheiden ließ. Außerdem wurde sie in die AVN Hall of Fame aufgenommen.
Im April 2004 trat sie zusammen mit Janine Lindemulder wieder als Duo Blondage auf, um Geld für den „Adult Industry Assistance Fund“ zu sammeln.

## Filmografie (Auswahl)
- 1992: Hidden Obsessions
- 1993: Les Femmes Erotiques
- 1993: The Seduction of Julia Ann
- 1994: Blondage
- 1996: The Heist
- 1999: Veronica 2030
- 1999: Die sieben Sex-Sünden (Seven Deadly Sins)
- 2001: Island Fever
- 2002: Amandas große Rolle
- 2004: Killer Sex & Suicide Blondes
- 2004: Housewives
- 2004: The Girl next door
- 2005: Blue Collar Fantasies
- 2005: Internal Affairs
- 2006: Valley 911
- 2006: Julia Ann Hardcore
- 2007: Around The World In Seven Days
- 2008: Dirty Rotten Mother Fuckers 2
- 2008: It’s a Mommy Thing! 4
- 2008: Seasoned Players 6
- 2008: Oil Overload 2
- 2009: Cheating Housewives 6
- 2009–2023: My Friend’s Hot Mom 17, 20, 23, 24, 30, 43, 55, 62, 72, 79, 82, 86, 93, 97, 99
- 2009: White Mommas 2
- 2009: POV Jugg Fuckers 2
- 2009: Girlvana 5
- 2009–2010: Women Seeking Women 50, 59, 62
- 2009: Kittens & Cougars 1
- 2010: Performers of the Year 2010
- 2010: Julia Ann BroBang
- 2010: Golden Girls: A XXX MILF Parody
- 2010: Big Tits in Sports 3
- 2011: Real Housewives of the San Fernando Valley – A XXX Parody
- 2011: Cruel Milf
- 2011: Mommy Got Boobs 11
- 2011: Big Tits in Uniform 5
- 2011: Ass Titans 6
- 2011: Internal Damnation 4
- 2012: Gangbanged 4
- 2012: Bra Busters 3
- 2012: Fifty Shades of Grey: A XXX Adaptation
- 2012: MILFs Like It Big 12
- 2012: Pure MILF 1
- 2013: Backdoor is Open
- 2013: POV Jugg Fuckers 5
- 2013: Mom Blows the Job
- 2013: My Girl Loves Anal
- 2013: Thor XXX: An Axel Braun XXX Parody
- 2014: Cinderella XXX: An Axel Braun Parody
- 2014: A Mother Daughter Thing
- 2014: Your Stepmom Is Watching
- 2015: MILF Performers of the Year 2015
- 2015: Moms Bang Teens 10
- 2016: Interracial MILFs
- 2016: It’s a Mommy Thing! 8
- 2016: Lost in Brazzers (Webserie, 1 Folge)
- 2016: Cougar Sightings
- 2016: Stepmom Sex Ed
- 2016: Stepmom Swap
- 2016: Seduced by a MILF
- 2017: Mrs. Creampie 2
- 2017: MILF Performers of the Year 2017
- 2018: Dirty Masseur 13, 20
- 2018: Shush: A Lesbian Blackmail Series - The Complete First Season
- 2018: Troubled Teen Therapy
- 2018: Cougars VS. Teens
- 2018: Mother-Daughter Exchange Club Part 54, 55
- 2018: MILFS…Keeping It In The Family 2
- 2018: Blacks On Moms 2
- 2018: High School Reunion
- 2018: Grab Her By The Pussy
- 2018: Brandi Loves MILFs
- 2018: Do You Like My Titties?
- 2018: Big Tits Round Asses 54
- 2018: The Magic Trick
- 2019: Cum Inside Me 2
- 2019: Moms Love It Black
- 2019: My First Sex Teacher 66
- 2019: Mommy Issues 5
- 2019: Irresistible Big MILF Tits 2
- 2019: Ministry Of Evil
- 2019: Anal Immersion Therapy
- 2019: Office Love Affair 2
- 2019: Pussy Is The Best Medicine 3
- 2020: The Mike & Joanna Show
- 2020: Trashy Forbidden Taboos
- 2020: Lesbian Work Ethics
- 2020: Filthy Moms 5
- 2020: White Babes Love BBC
- 2020: Devious Moms
- 2020: Doctor's Orders 5
- 2020: Mrs. Creampie
- 2020: Julia Ann: Gangster MILF Anal Slut
- 2021: Naughty Office 82
- 2022: 2 Chicks Same Time
- Seduced By a Cougar 41, 44, 47, 49, 52, 53, 55

## Auszeichnungen
- 1993: AVN Award in der Kategorie Best All Girl Sex Scene – Film für Hidden Obsessions[3]
- 1994: XRCO Award in der Kategorie Best Girl-Girl Scene für Hidden Obsessions[4]
- 2000: AVN Award in der Kategorie Best All Girl Sex Scene – Film für Die sieben Sex-Sünden (mit Janine Lindemulder)[5][3]
- 2004: AVN Award als Best Actress – Video für Beautiful[3]
- 2004: Aufnahme in die AVN Hall of Fame[6]
- 2007: AVN Award in der Kategorie Best Scene – Video[3]
- 2008: XRCO Award als MILF of the Year
- 2009: XRCO Award als MILF of the Year[7]
- 2010: AVN Award in der Kategorie Best Makeup für The 8th Day[8]
- 2010: AVN Award als MILF/Cougar Performer of the Year[8]
- 2011: AVN Award als MILF/Cougar Performer of the Year
- 2011: XRCO Award als MILF of the Year
- 2012: Aufnahme in die XRCO Hall of Fame[9]
- 2013: AVN Award als MILF/Cougar Performer of the Year[10]
- 2014: XBIZ Award als MILF Performer of the Year[11]
- 2015: AVN Award als Hottest MILF (Fan Award)[12]
- 2015: Aufnahme in die NightMoves Hall of Fame
- 2017: AVN Award als Mainstream Star of the Year[13]
- 2021: AVN Award als Most Outrageous Sex Scene, Ministry Of Evil Sc. 3: Threesome Nun (2019)[14]
- 2024: AVN Award in der Kategorie Best Non-Sex Performance[15]

Nominierungen:
- 2003: AVN Award als Best Actress für Film, Paradise Lost (2002)
- 2003: AVN Award als Best Scene Coupling für Film, Paradise Lost (2002)
- 2010: AVN Award als MILF/Cougar Performer of the Year
- 2012: AVN Award als MILF/Cougar Performer of the Year
- 2013: XBIZ Award in der Kategorie Performer Website of the Year für JuliaAnnLive.com
- 2013: XBiz Award als Best Actress - All-Girl Release, Mother Lovers Society 7 (2012)
- 2013: Sex Award als Porn Star of the Year
- 2013: Sex Award als Porn's Best Body
- 2014: AVN Award als Best Oral Sex Scene für Underworld (2013)
- 2014: AVN Award als MILF Performer of the Year
- 2015: AVN Award als MILF Performer of the Year
- 2015: XBiz Award als Best Scene für Vignette Release, Tonight's Girlfriend 22 (2013)
- 2017: XRCO Award  als Mainstream Adult Media Favorite
- 2017: XBiz Award als Best Actress für Couples-Themed Release, Love, Anonymous (2015)
- 2017: XBiz Award als Best Sex Scene für Couples-Themed Release, Love, Anonymous (2015)
- 2017: XBiz Award als Best Sex Scene für All-Girl, Mother Lovers Society 15 (2016)
- 2018: AVN Award als Best All-Girl Group Sex Scene für MILF Performers of the Year 2017 (2017)
- 2018: XCritic Award als Best MILF Performer
- 2018: AVN Award als MILF Performer of the Year
- 2019: AVN Award als MILF Performer of the Year
- 2020: XBiz Award als Best Sex Scene für Taboo-Themed, Ministry of Evil (2019)